# 三块石水库
三块石水库是中国云南省保山市施甸县境内的一座水库，位于姚关河上，建于1977年。水库正常库容为2163万立方米，集雨面积为10平方千米，海拔为1826.2米。